# Colonia Avigdor
Colonia Avigdor es una localidad y comuna de 1.ª categoría del distrito Alcaraz 1° del departamento La Paz, en la provincia de Entre Ríos, República Argentina. Es una colonia de inmigrantes judíos.
La población de la localidad, es decir sin considerar el área rural, era de 363 personas en 1991 y de 380 en 2001. La población de la jurisdicción de la junta de gobierno era de 509 habitantes en 2001.
Los límites jurisdiccionales de la junta de gobierno fueron fijados por decreto 3202/1987 MGJE del 23 de junio de 1987 y modificados por decreto 1916/2002 MGJ del 20 de mayo de 2002. Los límites de la planta urbana fueron fijados por decreto 3203/1987 MGJE del 23 de junio de 1987.

## Comuna
La reforma de la Constitución de la Provincia de Entre Ríos que entró en vigencia el 1 de noviembre de 2008 dispuso la creación de las comunas, lo que fue reglamentado por la Ley de Comunas n.º 10644, sancionada el 28 de noviembre de 2018 y promulgada el 14 de diciembre de 2018. La ley dispuso que todo centro de población estable que en una superficie de al menos 75 km² contenga entre 700 y 1500 habitantes, constituye una comuna de 1.ª categoría. La Ley de Comunas fue reglamentada por el Poder Ejecutivo provincial mediante el decreto 110/2019 de 12 de febrero de 2019, que declaró el reconocimiento ad referéndum del Poder Legislativo de 34 comunas de 1.ª categoría con efecto a partir del 11 de diciembre de 2019, entre las cuales se halla Colonia Avigdor. La comuna está gobernada por un departamento ejecutivo y por un consejo comunal de 8 miembros, cuyo presidente es a la vez el presidente comunal. Sus primeras autoridades fueron elegidas en las elecciones de 9 de junio de 2019.